# Tude Å
Tude Å är ett vattendrag i Danmark. Det ligger i Region Själland, i den sydöstra delen av landet. Tude Å mynnar i Stora Bält.